# رهایی (ترانه نیکی میناژ)
«رهایی» (به انگلیسی: Freedom) یک ترانه از خواننده رپ اهل ترینیداد و توباگو-ایالات متحده آمریکا نیکی میناژ برای آلبوم جمعه صورتی: نسخه جدید رومن و جمعه صورتی: نسخه جدید رومن – ری-آپ (۲۰۱۲) است. ترانه در ۲ نوامبر ۲۰۱۲ توسط یانگ مانی انترتینمنت، کش مانی رکوردز و ریپابلیک رکوردز منتشر شد.